# Fundación Sales
La Fundación SALES es una Organización de la Sociedad Civil (OSC) argentina creada en 1976 que apoya la investigación sobre cáncer becando a científicos, y proveyéndoles de equipamiento e insumos para su tarea.  Sostiene estas investigaciones a través de convenios con el CONICET, con el que comparte la titularidad de las patentes que protegen sus desarrollos.
Presta asimismo un servicio de psicooncología a pacientes y a cuidadores de enfermos de cáncer.
SALES fue la primera en el país que inició campañas de marketing directo para obtener donantes individuales. En América Latina fue también la primera que ha sobrepasado los 100.000 ciudadanos que aportan mensualmente a la investigación del cáncer, a través de tarjeta de crédito o por medio de la factura del servicio de telefonía fija.
En el área cultural, publica libros de poesía argentina a través de Ediciones Papiro.

## Historia
Desde su creación, la Fundación ha logrado avances contra el cáncer de repercusión internacional, resultado de las investigaciones que sostiene.
Durante sus primeros 15 años, SALES sostuvo los trabajos científicos del Instituto de Investigaciones Bioquímicas, que dirigía el Premio Nobel argentino Luis F. Leloir,  para quien construyó un gran laboratorio en Parque Centenario, inaugurado en 1985, donde actualmente investigan sus discípulos.
Líneas de investigación
El Dr. José Mordoh, discípulo de Leloir y luego del Premio Nobel francés François Jacob, en el Instituto Pasteur de Paris, desarrolló una vacuna terapéutica contra el melanoma, el más grave cáncer de piel, que no tiene medicina eficaz. Actualmente se encuentra en la fase final del Ensayo Clínico necesario para su autorización. La Fundación sostiene esta investigación desde 1987, que se realiza en instalaciones de la Fundación Instituto Leloir y en el Instituto Alexander Fleming.
Australia, el país con mayor mortalidad en el mundo por melanoma, se interesó por esta investigación y el último semestre del 2017 recibió a una científica argentina para trabajar con un equipo de la Universidad de Sídney. 
La Dra. Claudia Lanari investiga el cáncer de mama en el Instituto de Biología y Medicina Experimental que creó el Premio Nobel Bernardo Houssay, maestro de Leloir. La Fundación sostiene sus trabajos desde 1997. La científica postuló por primera vez en el mundo que la hormona progesterona podía producir cáncer de mama, cuando hasta entonces se creía que sólo la hormona estrógeno lo generaba. Por ello investigó una nueva medicina, pues las terapéuticas habituales son antiestrógeno y no antiprogestágeno. De esta forma las pacientes con este cáncer particular podrán ser tratadas.
El Dr. Gabriel Rabinovich, científico cordobés, siendo muy joven emigró a Inglaterra. A su regreso a la Argentina tuvo otras propuestas para volver al exterior, por lo que la Fundación decidió sostenerlo y evitar que emigrara. Desde el 2000 sostiene sus investigaciones, para lo cual también le construyó un moderno Laboratorio y una Biblioteca, en el mencionado Instituto de Biología y Medicina Experimental. Por la relevancia de sus investigaciones en inmunología del cáncer, Rabinovich fue incorporado este año a la Academia Nacional de Ciencias de los Estados Unidos, creada por Abraham Lincoln, que alberga a principales científicos del mundo, entre ellos 200 Premios Nobel. En 2017 el Ministerio de Ciencia eligió a Rabinovich Investigador de la Nación 2016, distinción entregada en un acto presidido por el presidente de la Nación, Ing. Mauricio Macri.
La Fundación sostiene desde 1998 un Grupo de Autocuidado en Cáncer que brinda gratuitamente medicinas complementarias a pacientes y sus familiares o cuidadores: Psico-oncología, Nutrición, Actividad Física, Yoga, Reiki y otras disciplinas se ofrecen semanalmente a quienes asisten.

La empresa Interbrand, líder en creatividad de marcas, donó el trabajo correspondiente que dio lugar a la marca Cáncer Con Ciencia, con la que la Fundación SALES identifica sus trabajos de investigación y control de la enfermedad. Para ello creó el sitio web  www.cancerconciencia.org.ar donde informa más ampliamente sobre sus acciones y logros.

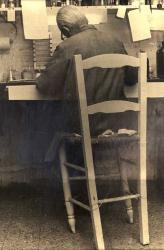
Luis Federico Leloir - Premio Nobel en Medicina.
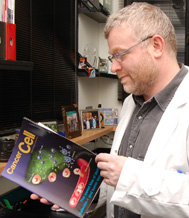
Gabriel Rabinovich
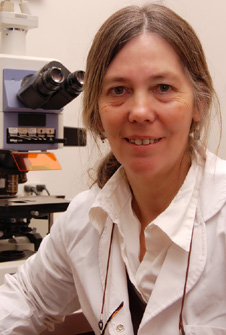
Claudia Lanari
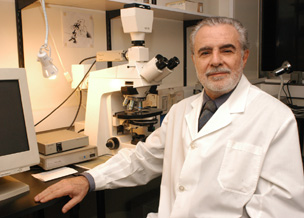
José Mordoh